# Мойра Келлі
Мо́йра Ке́ллі (англ. Moira Kelly, 6 березня 1968) — американська акторка та телережисер.

## Життя та кар'єра
Народилась 6 березня 1968 у Квінсі, Нью-Йорк та була вихована в сім'ї католиків. 
Після завершення коледжу вона з'явилась у кількох місцевих театральних постановах, перш ніж дебютувала на екрані у фільмі 1991 року «The Boy Who Cried Bitch».
З'явилась у сорока фільмах та телевізійних шоу в період своєї кар'єри. Вона стала відомою після виконання головної жіночої ролі у фільмі 1992 року «Чаплін», після чого озвучила одного з персонажів в успішному анімаційному фільмі «Король Лев» (1994). Також вона знялась у фільмах «З почестями», «Маленька Одеса», «Зриваючи зірки» та «Чесна куртизанка»
На телебаченні зіграла головну роль у недовгому серіалі «To Have & to Hold» у 1998 році. У наступному році вона отримала одну з центральних ролей у серіалі «Західне крило» та виграла Премію Гільдії кіноакторів США разом з іншими акторами шоу.

## Фільмографія

### Фільми
| Рік  | Назва                                      |
| ---- | ------------------------------------------ |
| 1991 | The Boy Who Cried Bitch                    |
| 1991 | Billy Bathgate                             |
| 1992 | Thirty Below Zero                          |
| 1992 | The Cutting Edge                           |
| 1992 | Твін Пікс: вогонь, іди зі мною             |
| 1992 | Чаплін                                     |
| 1993 | Daybreak                                   |
| 1994 | With Honors                                |
| 1994 | Король Лев                                 |
| 1994 | Маленька Одеса                             |
| 1995 | The Tie That Binds                         |
| 1996 | Unhook the Stars                           |
| 1996 | Entertaining Angels: The Dorothy Day Story |
| 1997 | Love Walked In                             |
| 1997 | Changing Habits                            |
| 1997 | Drive, She Said                            |
| 1998 | Чесна куртизанка                           |
| 1998 | Hi-Life                                    |
| 1998 | Король Лев 2: Гордість Сімби               |
| 1999 | Henry Hill                                 |
| 2001 | The Safety of Objects                      |
| 2004 | A Woman Reported                           |
| 2004 | The Lion King 1½                           |
| 2006 | Two Tickets to Paradise                    |
| 2007 | Remember the Daze                          |